# Lúcio Emílio Mamercino Privernato
Lúcio Emílio Mamercino Privernato ou Lúcio Emílio Mamercino Privernas (em latim: Lucius Aemilius Mamercinus Privernas) foi um político da gente Emília da República Romana, eleito cônsul por duas vezes, em 341 e 329 a.C., com Caio Pláucio Venão Ipseu e Caio Pláucio Deciano respectivamente. Foi também nomeado ditador em 335 e 316 a.C.. Em 342 a.C. foi escolhido pelo ditador Lúcio Fúrio Camilo como seu mestre da cavalaria (magister equitum).
Era filho de Lúcio Emílio Mamercino, tribuno consular em 377 a.C. e cônsul em 366 e 363 a.C.. Tibério Emílio Mamercino, cônsul em 339 a.C., pode ter sido seu irmão. Marco Emílio Paulo, cônsul em 302 a.C., provavelmente era seu filho.

## Mestre da cavalaria (342 a.C.)
Seu primeiro posto de grande importância foi em 342 a.C., durante a Primeira Guerra Samnita, quando foi escolhido pelo ditador Marco Valério Corvo como seu mestre da cavalaria (magister equitum). Os dois sufocaram, com medidas brandas e conciliatórias, uma da guarnição de Capua evitando que uma revolta se transformasse numa guerra civil.

## Primeiro consulado (341 a.C.)
No ano seguinte, foi eleito cônsul pela primeira vez, com Caio Pláucio Venão Ipseu. No último ano da Primeira Guerra Samnita, Lúcio Emílio ficou responsável pela campanha contra os samnitas enquanto Caio Pláucio lutava contra os privernatos e os volscos de Âncio.
Enquanto Lúcio Emílio estava devastando o território de Sâmnio, recebeu os embaixadores da cidade que pediam a paz. Depois que o Senado aceitou os termos, libertou os samnitas, obtendo em troca um ano de salário e três meses de provisões para suas tropas. Foi, todavia, convencido, segundo o relato de Lívio, a renunciar antes do término de seu mandato por causa da  eleição dos cônsules que iriam conduzir a iminente guerra contra os latinos.

## Primeira ditadura (335 a.C.)
Em 335 a.C., os cônsules Marco Atílio Régulo Caleno e Marco Valério Corvo, tendo que partir para a guerra, o nomearam ditador "comitiorum habendorum causa" (com poderes limitados) para garantir a realização da Assembleia das centúrias e a eleição dos cônsules para o ano seguinte. Quinto Publílio Filão foi seu mestre da cavalaria.

## Segundo consulado (329 a.C.)
Foi novamente eleito em 329 a.C., desta vez com Caio Pláucio Deciano. Os dois iniciaram os preparativos para enfrentar os gauleses, que, segundo relatos, estavam marchando para o sul, iniciando o alistamento. Quando a notícia se revelou falsa, Lúcio Emílio juntou seu exército ao de Deciano e os dois iniciaram um cerco à cidade de Priverno. A queda da cidade foi considerada um evento de tal importância que os dois cônsules realizaram um triunfo e Lúcio Emílio recebeu o agnome "Privernato", que passou para seus descendentes.

## Interrex (326 a.C.)
Com os cônsules fora da cidade, lutando na Segunda Guerra Samnita, e a nomeação do ditador Marco Cláudio Marcelo invalidada pelos áugures, que a consideraram viciada, não foi possível realizar novas eleições. A decisão criou um novo interregno que perdurou até que o Lúcio Emílio, nomeado o décimo-quarto interrex da República, nomeou Caio Petélio e Lúcio Papírio Cursor como os novos cônsules.

## Segunda ditadura (316 a.C.)
Em 316 a.C., Lúcio Emílio Privernato foi nomeado novamente ditador, desta vez "rei gerundae causa" (com plenos poderes), para liderar as operações militares contra os samnitas durante a Segunda Guerra Samnita. Sua campanha levou ao cerco da cidade de Satícula. Nesta luta, foi obrigado a enfrentar um exército que vinha para tentar levantar o cerco ao mesmo tempo que a guarnição da cidade o atacou pela retaguarda. Lúcio Emílio, com seu mestre da cavalaria, Mânlio (ou Lúcio) Fúlvio Curvo, conseguiu repelir o exército libertador, mas não conseguiu tomar a cidade.